# Brambořík perský
Brambořík perský (Cyclamen persicum) je druh kvetoucích pokojových rostlin. Byl základem pro vyšlechtění stovek kultivarů lišících se květy, listy, vzrůstem i dobou kvetení. Jeho květy pastelových barev mohou v řízené kultuře nakvétat od časného podzimu do pozdního jara. Technika pěstování také není zvlášť složitá a při splnění základních požadavků spolehlivě kvete v požadovanou dobu.

## Rozšíření
Tento druh je původem z východního Středozemí, z hornatých oblastí v Řecku, Turecku, Sýrii, Jordánsku a na Kypru. Přestože má druhové jméno perský, z Persie nepochází. Ve volné přírodě České republiky se může vyskytnout ojediněle a jen krátkodobě, není zimovzdorný a jeho hlíza středoevropskou zimu nepřežije.

## Ekologie
Ve své domovině se brambořík perský vyskytuje v řídkých lesích a křovinách na vápencových substrátech s dostatečnou vrstvou humusu, kde roste v pravidelném vegetačním rytmu. Od května do října prožívá období klidu, které v horkém a suchém létě vrcholí zaschnutím celé nadzemní části. Nové období růstu nastupuje až s příchodem vlhkého počasí, obvykle v listopadu vyrostou nové listy a od konce ledna do dubna kvete.
Šlechtěné bramboříky perské se od svých předků odlišují rychlejším vývojem a tím, že jejich doba nástupu kvetení není navázána, jako u původních, na délku dne. Pěstované rostliny jsou fotoperiodicky neutrální a nasazování květních poupat ovlivňuje rozhodujícím způsobem teplota. Olistěné rostliny pěstované přes letní období nesnášejí intenzivní sluneční svit a musí se přistiňovat.

## Popis
Brambořík je vytrvalá bylina, vysoká 10 až 30 cm, roste z hlízy tvořené parenchymatickým pletivem se zásobními látkami. Hlíza je kulovitého nebo zploštělého tvaru, ze spodní části vyrůstají vláknité kořeny. Z horní části hlízy rostou dlouze řapíkaté listy tvořící přízemní listovou růžici. Čepele listů jsou ledvinovitého nebo srdčitého tvaru a po okraji jsou hladké či mírně zubaté, spodní stranu mají nafialovělou a horní obvykle tmavě zelenou s výraznou, stříbřitě bílou nebo tmavou kresbou charakteristickou pro danou odrůdu.
Květy vyrůstají jednotlivě na dlouhých stopkách a ční vysoko nad listy. Jsou oboupohlavné, pětičetné a mají drobný, vytrvalý, srostlý kalich a nicí zvonkovitou korunu. Korunní plátky jsou v poupěti šroubovitě stočené a při kvetení jsou nazpět (vzhůru) otočené, u původního druhu byly od špičky téměř bílé až růžové s karmínovou skvrnou na bázi, dnes existují v mnoha pastelových barvách. V květu je pět tyčinek s prašníky a svrchní semeník tvořený pěti plodolisty. Pyl dozrává dříve než blizny, květy jsou opylovány hmyzem přilétajícím za nektarem.
Po odkvětu se u tohoto druhu stvoly s oplodněnými semeníky nestáčejí k zemi. Plodem je kulovitá tobolka se semeny, která si podržují klíčivost až pět let.

## Rozmnožování
Rostliny se rozmnožují kulovitými nebo hranatými semeny červenohnědé barvy. Semena se při teplotě okolo 20 °C vysévají do kypré a stále mírně vlhké půdy do hloubky asi 0,5 cm, vyklíčí asi po měsíci. Semenáčky se dvakrát přepichují a následně nejméně dvakrát hrnkují. Mladé rostlinky vyžadují polostinné, vlhké klíma s dostatkem čerstvého vzduchu.
V jednoduchých podmínkách lze rostlinu rozmnožit v období jejího vegetačního klidu také rozdělením hlízy, rány po řezu musí před vysazením zaschnout.

## Význam
Brambořík perský, případně jeho hybridy, je významnou tržní květinou. Obvykle se květiny kupují k významným příležitostem nebo jako dekorace bytu, řezané květy se používají pro květinová aranžmá. Hlavní období odbytu je od podzimu do konce roku, kdy je poměrný nedostatek kvetoucích rostlin. Jsou oblíbené pro širokou paletu pastelových barev květů, vyskytují se v barvách od bílé, fialové, růžové, červené až po světle žlutou. Rostliny jsou také ozdobné svými sytě zelenými listy s tmavým nebo do stříbrná laděným ornamentem.
V současnosti se nejčastěji pěstují celoročně ve sklenících. Rostliny se obvykle používají následujícími způsoby:
- Ze zářijových a říjnových výsevů se vypěstují do října dalšího roku prodejné, středně velké rostliny již kvetoucí nebo schopné do konce podzimu rozkvést.
- Z červencových výsevů raných odrůd se v lepších tepelných podmínkách vypěstují rostliny, které mohou rozkvétat již od června následujícího roku.
- Kvetoucí rostliny se používají i k řezu. Buď se pěstují rostliny určené výhradně pro řez (17 až 20 květů z jedné rostliny), nebo se ze silných rostlin odříznou čtyři nebo pět květů. Vhodné jsou hlavně odrůdy velkokvěté nebo s dlouhými stvoly; jen plně vyvinuté květy mají dostatečnou trvanlivost.
- Víceleté rostliny se pěstují ke šlechtění nebo k dosažení bohatě kvetoucích, výstavních kusů; hlíza se postupně zvětšuje a na rostlině může vyrůst až třicet květů. Rostliny se po odkvětu buď pěstují dále bez období vegetačního klidu, nebo (a to častěji) se nechají v úplném suchu zatáhnout a šest až osm týdnů odpočívat. Až začnou hlízy rašit přesadí se, přihnojí a běžně pěstují. Rostliny budou sice mohutnější, ale rozkvetou později.

## Škůdci
Nejzávažnější chorobou je tzv. „fusariové vadnutí“ zapříčiněné houbou srpovnička špičatovýtrusná (Fusarium oxysporum), spouští ji nejčastěji vysoká teplota, vlhkost a nízká hodnota pH. Houba přežívá v substrátu a napadá mladé kořínky, proniká do cévních svazků a brání průchodu vody a živin. Napadeným exemplářům vadnou listy, poškozené rostliny nutno odstranit. Další častou chorobou způsobující úhyn mladých semenáčů je tzv. „padání klíčících rostlin“ způsobené plísněmi rodů Pythium a Phytophtora nebo kořenomorkou Rhizoctonia.
Se živočišných škůdců nejčastěji napadají listy a květy mšice skleníková (Aulacorthum circumflexum), mšice česneková (Myzus ascalonicus) a mšice bavlníková (Aphis gossypii).

## Toxicita
Hlízy se považují pro lidí za toxické, obsahují glykosid cyklamin jenž se vařením nebo sušením rozkládá. Nechtěné požití způsobuje zažívací potíže a křeče, pomáhá aktivní uhlí. U citlivých lidí potřísnění pokožky šťávou z hlízy vyvolává alergickou reakci.

## Galerie

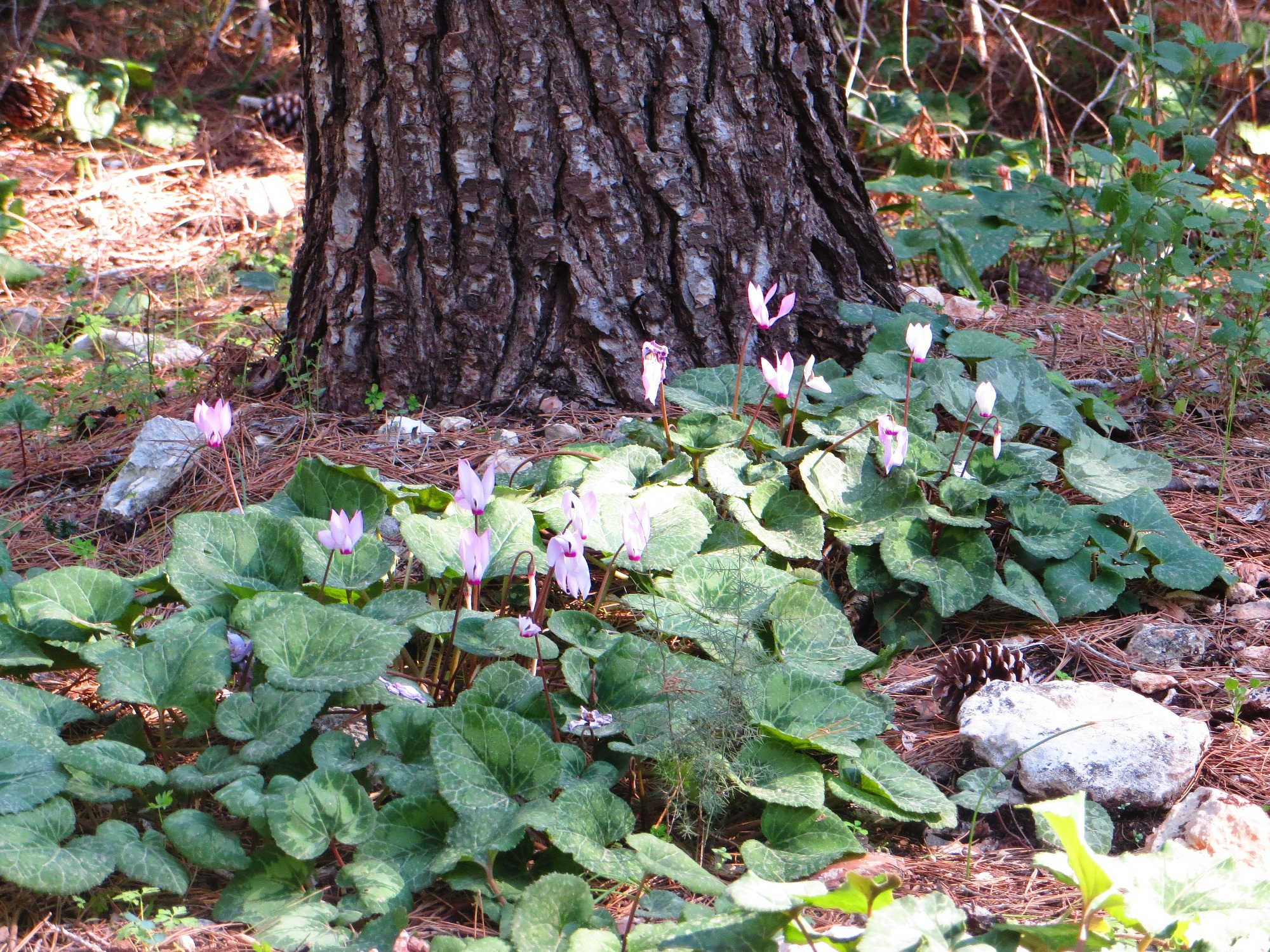
Typické původní prostředí
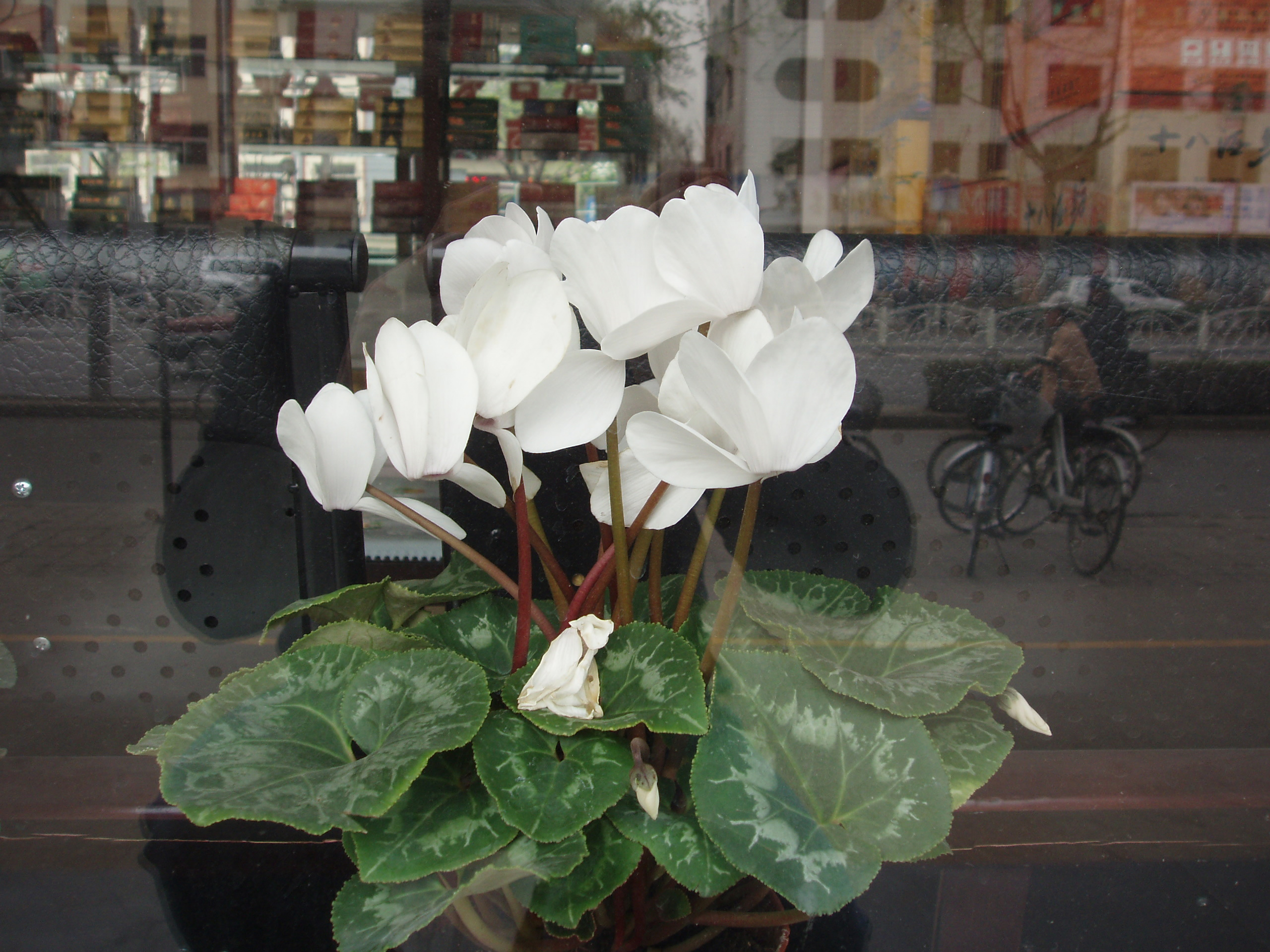
Bílý kultivar
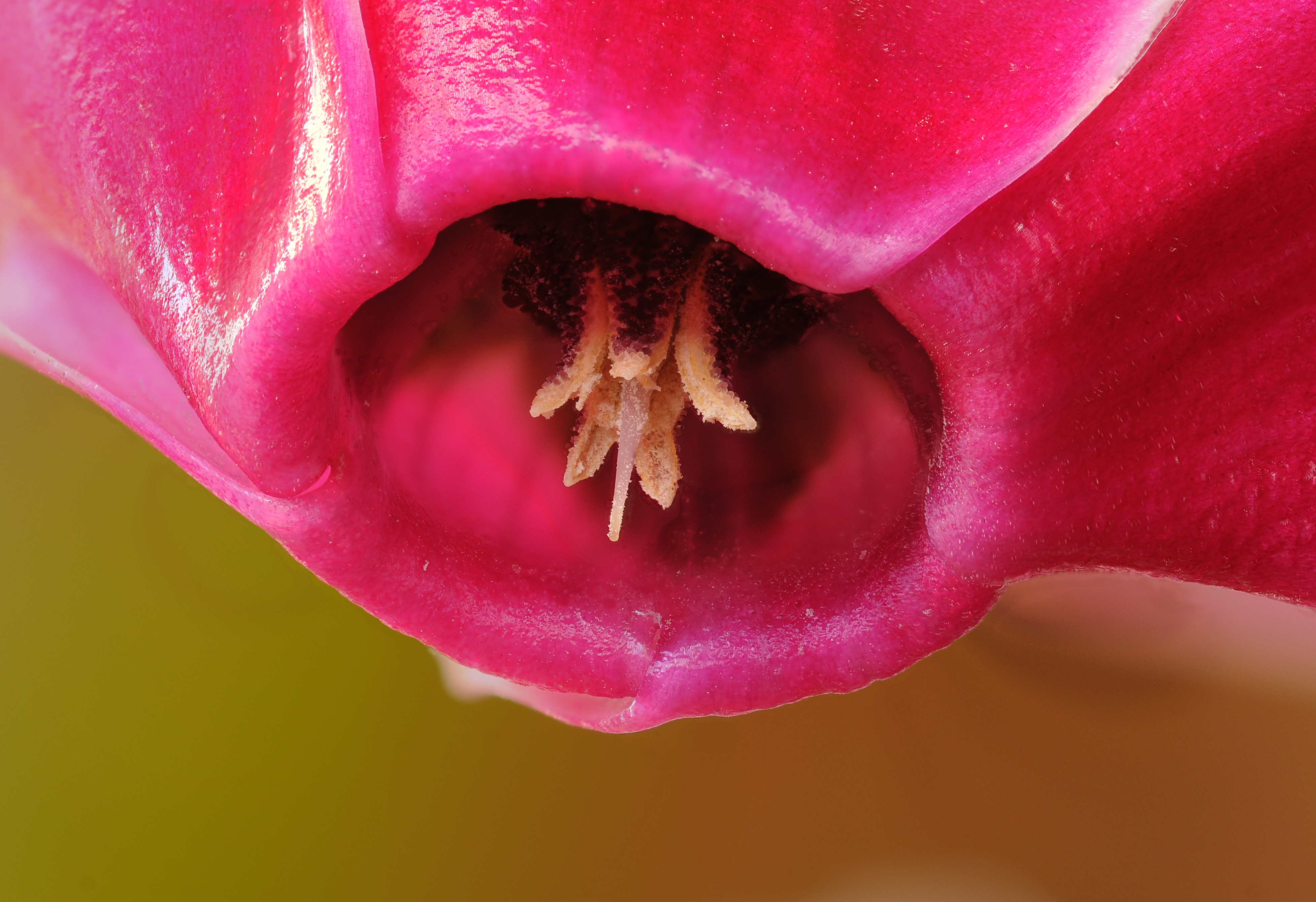
Rozmnožovací orgány květu
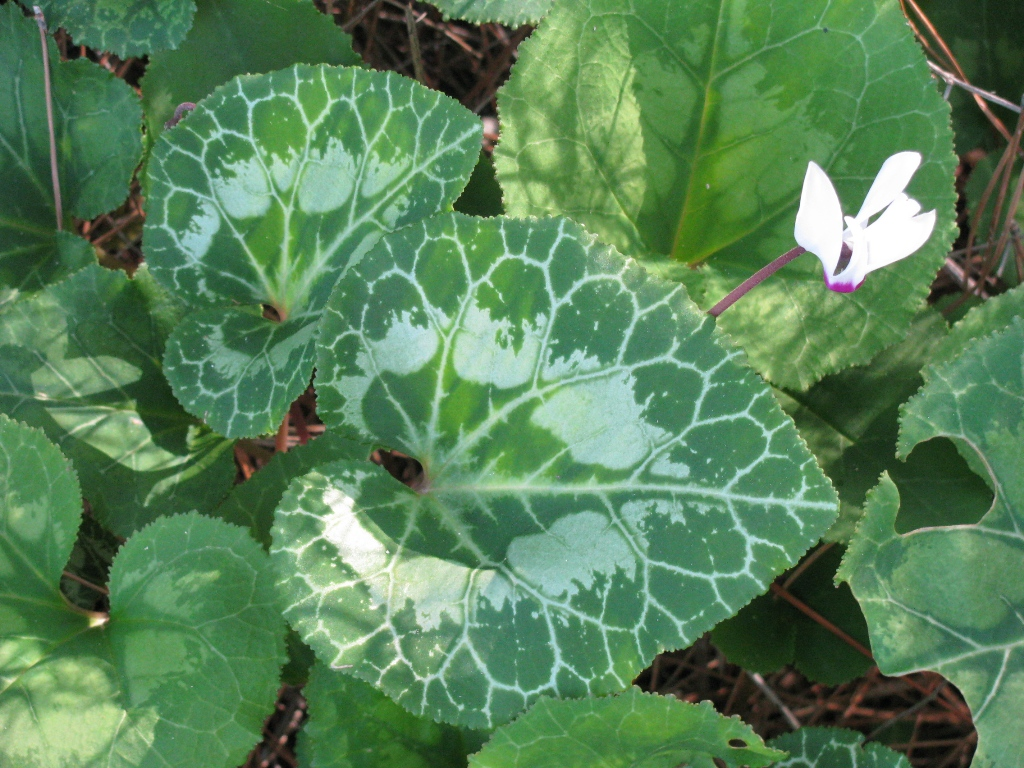
Jedno z možných zbarvení listů
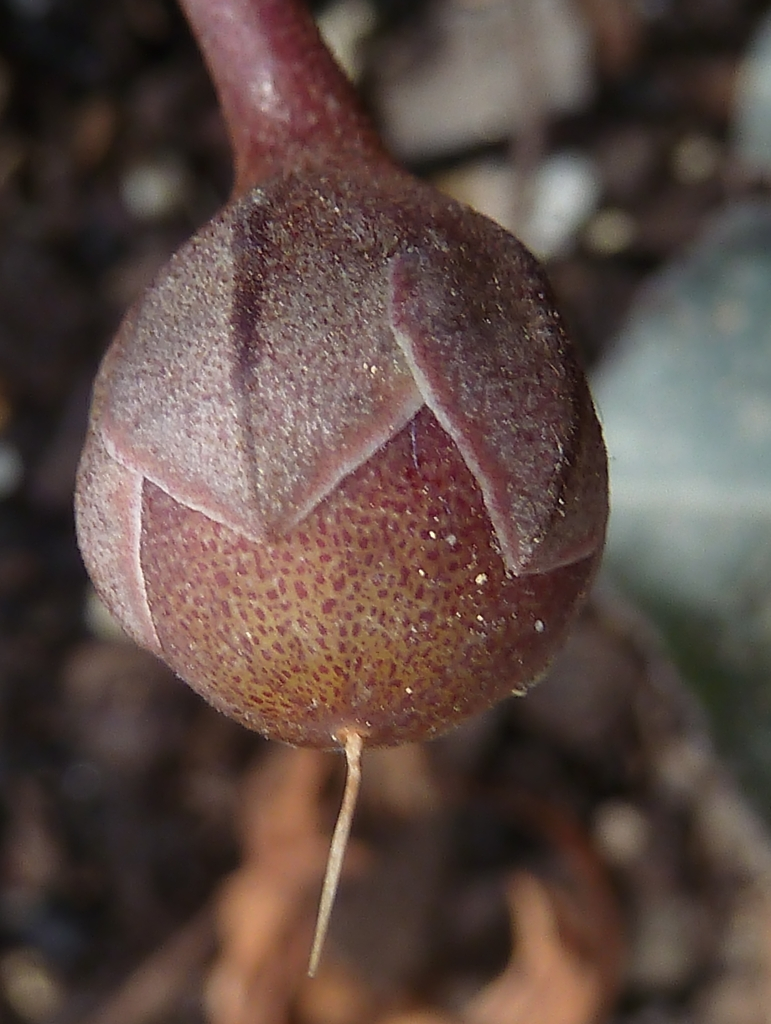
Tobolka s vytrvalým kalichem